# Cassenbroek
Cassenbroek is een natuurgebied in de tot de Antwerpse gemeente Bonheiden behorende plaats Rijmenam.
Het ruim 50 ha grote gebied wordt beheerd door Natuurpunt.
Het gebied is ontstaan rond een langs natuurlijke wijze afgesneden arm van de Dijle, waardoor een plas ontstond die verveende. Daarnaast zijn er stuifduinen die met heide begroeid waren en nu deels met dennen zijn beplant. Zo ontstond een veelheid aan biotopen. Van belang is het trilveen, waarvan een restant in 1991 door Natuurpunt werd aangekocht. Door terugdringing van het dennenbos kon dit zich tot 4 ha uitbreiden en dit bevat zeldzame soorten waaronder ronde zonnedauw en snavelzegge. Aan de randen van het veen vindt men moerasviooltje, grote egelskop, wateraardbei en melkeppe.
De hooi- en graslanden in het gebied herbergen een populatie van de moerassprinkhaan.
De essen- en eikenbossen herbergen bosanemoon en slanke sleutelbloem. In de vochtiger elzen- en berkenbossen vindt men moerasviooltje en dotterbloem.